# Akel Clarke
Akel Kayode Clarke (Georgetown, 25 ottobre 1988) è un calciatore guyanese, portiere dello Slingerz e della nazionale guyanese.

## Carriera

### Club
Ha giocato nel campionato guyanese, in quello trinidadiano ed in quello surinamese.

### Nazionale
Nel 2019 viene convocato con la nazionale guyanese per la Gold Cup.

## Palmarès

### Club

#### Competizioni internazionali
- CFU Club Championship: 1

Central: 2015